# لادن ژاوه‌وند
لادن ژاوه‌وند (زادهٔ ۱۰ بهمن ۱۳۳۴) بازیگر ایرانی است. او به خاطرِ سرگذشتِ متفاوتش پیش از ورود به بازیگری مورد توجّه رسانه‌ها در ایران قرار گرفت.

## زندگی
ژاوه‌وند در بهمن ۱۳۳۴ در محله دروازه غاز متولد شد. او در سن ۱۲ سالگی ازدواج کرد و یک سال و چند ماه پس از ازدواج با داشتن یک فرزند، از همسرش جدا شد و پس از جدایی به سمت فروش مواد مخدر رفت. او که از کودکی به همراه پدرش الکل مصرف می‌کرد و از ۱۴ سالگی معتاد شد و سپس تجاربی مانند فروش موادمخدر، مبتلا کردن خواهرها و برادرهایش به مواد مخدّر، زندان و حکم اعدام، ازدست‌دادن فرزند، مرگ هفت‌روزه، ازدست‌دادن خواهر کارتن‌خواب در اثر سرما، اعدام برادر به جرم حمل مواد مخدر، خودکشی‌های نافرجام، ۲۳ سال کارتن‌خوابی و ۱۰۶ مرتبه ترک اعتیاد را پشت‌سر گذاشت. او در سال ۱۳۹۶ با بازی در فیلم مغزهای کوچک زنگ‌زده ساختهٔ هومن سیدی وارد دنیای بازیگری شد.

## فیلم‌شناسی

### سینما
| سال  | عنوان              | کارگردان         |
| ---- | ------------------ | ---------------- |
| ۱۳۹۶ | مغزهای کوچک زنگ‌زده | هومن سیدی        |
| ۱۳۹۷ | آینده              | امیر پورکیان     |
| ۱۳۹۸ | شنای پروانه        | محمد کارت        |
| ۱۴۰۰ | غریزه              | سیاوش اسعدی      |
| ۱۴۰۰ | نعره سکوت          | سعید شعبانی      |
| ۱۴۰۲ | سال گربه           | مصطفی تقی‌زاده    |
| ۱۴۰۲ | هفتاد سی           | بهرام افشاری     |
| ۱۴۰۲ | تگزاس ۳            | سید مسعود اطیابی |
| ۱۴۰۳ | آنتیک              | محمدهادی نائیجی  |

### نمایش خانگی
| سال  | عنوان            | کارگردان         |
| ---- | ---------------- | ---------------- |
| ۱۴۰۰ | یاغی             | محمد کارت        |
| ۱۴۰۱ | بالا             | حسن امیری        |
| ۱۴۰۲ | نیوکمپ           | منوچهر هادی      |
| ۱۴۰۳ | اکازیون          | سید مسعود اطیابی |
| ۱۴۰۳ | غربت             | امیر پورکیان     |
| ۱۴۰۳ | شام ایرانی       | سعید ابوطالب     |
| ۱۴۰۳ | دیو و ماه‌پیشونی۲ | حسین قناعت       |
| ۱۴۰۴ | آرزوهای چپکی     | احمد درویشعلی‌پور |

### تلویزیون
| سال  | عنوان | کارگردان    |
| ---- | ----- | ----------- |
| ۱۴۰۳ | یزدان | منوچهر هادی |